# Miloš Novák
Miloš Novák (5. června 1952 – 26. února 2021) byl český hokejový útočník.

## Hokejová kariéra
V československé lize hrál za Duklu Jihlava. S Duklou Jihlava získal 4 mistrovské tituly. Reprezentoval Československo na mistrovství Evropy juniorů do 19 let v roce 1971, kde tým skončil na 3. místě. V nižší soutěži hrál i za TJ ŽĎAS Žďár nad Sázavou.

## Klubové statistiky
| Sezona    | Klub                  | Soutěž  | Základní část | Základní část | Základní část | Základní část | Základní část |
| Sezona    | Klub                  | Soutěž  | Z             | G             | A             | B             | TM            |
| --------- | --------------------- | ------- | ------------- | ------------- | ------------- | ------------- | ------------- |
| 1970/1971 | Dukla Jihlava         | 1. liga | -             | -             | -             | -             | -             |
| 1971/1972 | Dukla Jihlava         | 1. liga | 34            | 13            | 7             | 20            | 16            |
| 1972/1973 | Dukla Jihlava         | 1. liga | -             | -             | -             | -             | -             |
| 1973/1974 | Dukla Jihlava         | 1. liga | -             | -             | -             | -             | -             |
| 1974/1975 | Dukla Jihlava         | 1. liga | -             | 13            | -             | -             | -             |
| 1975/1976 | Dukla Jihlava         | 1. liga | -             | -             | -             | -             | -             |
| 1976/1977 | Dukla Jihlava         | 1. liga | -             | -             | -             | -             | -             |
| 1977/1978 | Dukla Jihlava         | 1. liga | 39            | 17            | 2             | 19            | 41            |
| 1978/1979 | Dukla Jihlava         | 1. liga | 29            | 9             | 5             | 14            | 28            |
| 1979/1980 | Dukla Jihlava         | 1. liga | 35            | 12            | 9             | 21            | 40            |
| 1980/1981 | Dukla Jihlava         | 1. liga | 43            | 16            | 9             | 25            | 24            |
| 1981/1982 | Dukla Jihlava         | 1. liga | 29            | 16            | 3             | 19            | -             |
| 1982/1983 | Dukla Jihlava         | 1. liga | 36            | 5             | 5             | 10            | 20            |
| 1983/1984 | ŽĎAS Žďár nad Sázavou | 3. liga | -             | -             | -             | -             | -             |